# کوکوی تاج‌سفید
کوکوی تاج‌سفید یا کوکوسیاه تاج‌سفید (نام علمی: Caliechthrus leucolophus) یکی از گونه‌های کوکو از تیرهٔ کوکویان (Cuculidae) است. در گذشته در سردهٔ Cacomantis قرار داشت اما اکنون تنها گونه‌ای است که در سردهٔ Caliechthrus قرار می‌گیرد. در گینه نو و جزیره صلواتی همسایهٔ آن یافت می‌شود.